# Eugen Crăciun
Eugen Crăciun (n. 22 martie 1986, Brăila, România) este un fotbalist român retras din activitate, care evolua pe postul de fundaș dreapta.